# Comtat d'Auelgau
El comtat d'Auelgau fou una jurisdicció feudal del Sacre Imperi Romanogermànic a Francònia.
Erenfred comte de Bliesgau i de Charpeigne va tenir un fill, Eberard, que fou comte a Keldachgau (a Francònia) vers 904 i vers 913 fou nomenat comte a Bonn. Devia conservar possessions a Francònia doncs dels seus tres fills, el gran Herman I, apareix vers 922 com a comte a Auelgau (922-948, esmentat en carta del 19 d'abril del 940), mentre el segon fill Erenfred governava a Bonn i a Keldachgau.
A Herman I el va succeir el seu fill Herman II esmentat en carta del 17 de gener del 966. Al seu darrere va venir el seu germà Godofreu (vers 966-970). Després el comtat va passar al seu cosí Herman (III d'Auelgau) que era comte de Bonn i palgravi (comte palatí) de Lotaríngia, el fill del qual, Azzo, va iniciar la família dels palgravis de Lotaríngia.

## Comtes d'Auelgau
- Herman I 922-948
- Herman II 948-966
- Godofreu 966-970
- Herman III 970-996
- Palgraviat de Lotaríngia